# Mapam
Mapam (em hebraico: מפלגת הפועלים המאוחדת‎‎, translit. Mifleget HaPoalim HaMeuhedetem português: Partido dos Trabalhadores  Unidos) foi um partido político israelense, ativo entre 1948 e 1997.
O partido foi fundado em 1948, ano da fundação do Estado de Israel. Inicialmente, era um partido anticapitalista, de inspiração  marxista e defensor de relações próximas com a URSS. Tal postura levou a que o mais moderado Mapai o excluisse do governo. Mais tarde, o Mapam assumiria posições mais próximas à social-democracia.
A partir dos finais da década de 1950, o partido foi-se moderando ideologicamente, passando a adoptar uma linha social-democrata e, após a Guerra dos Seis Dias, defensor da ligação de Israel com o Mundo Ocidental. Tal moderação levou a que o Mapam formasse uma longa coligação eleitoral com o Mapai e, posteriormente, com o Partido Trabalhista, que só iria terminar em 1984, quando os trabalhistas formaram um governo de unidade nacional com o Likud.
Com o fim da aliança com os trabalhistas, o partido voltou a adoptar uma linha mais radical, defendendo o reconhecimento do Estado da Palestina, e estabelecendo alianças com outros partidos de esquerda, no que iria dar origem ao Meretz, em 1992.

## Resultados eleitorais
| Data | Votos       | %           | +/-         | Deputados | +/-     | Status   |
| ---- | ----------- | ----------- | ----------- | --------- | ------- | -------- |
| 1949 | 64 018      | 14,7 (2.º)  |             | 19 / 120  |         | Oposição |
| 1951 | 86 095      | 12,5 (3.º)  | 2,2         | 15 / 120  | 4       | Oposição |
| 1955 | 62 401      | 7,3 (6.º)   | 5,2         | 9 / 120   | 6       | Governo  |
| 1959 | 69 468      | 7,2 (4.º)   | 0,1         | 9 / 120   | Estável | Governo  |
| 1961 | 75 654      | 7,5 (5.º)   | 0,3         | 9 / 120   | Estável | Oposição |
| 1965 | 79 985      | 6,6 (5.º)   | 0,9         | 8 / 120   | 1       | Oposição |
| 1969 | Alinhamento | Alinhamento | Alinhamento | 6 / 120   | 2       | Governo  |
| 1973 | Alinhamento | Alinhamento | Alinhamento | 6 / 120   | Estável | Governo  |
| 1977 | Alinhamento | Alinhamento | Alinhamento | 4 / 120   | 2       | Oposição |
| 1981 | Alinhamento | Alinhamento | Alinhamento | 7 / 120   | 3       | Oposição |
| 1984 | Alinhamento | Alinhamento | Alinhamento | 6 / 120   | 1       | Oposição |
| 1988 | 56 345      | 2,5 (9.º)   |             | 3 / 120   | 3       | Oposição |
| 1992 | Meretz      | Meretz      | Meretz      | 4 / 120   | 1       | Governo  |
| 1996 | Meretz      | Meretz      | Meretz      | 3 / 120   | 1       | Oposição |